# Sinkanszen 800-as sorozat

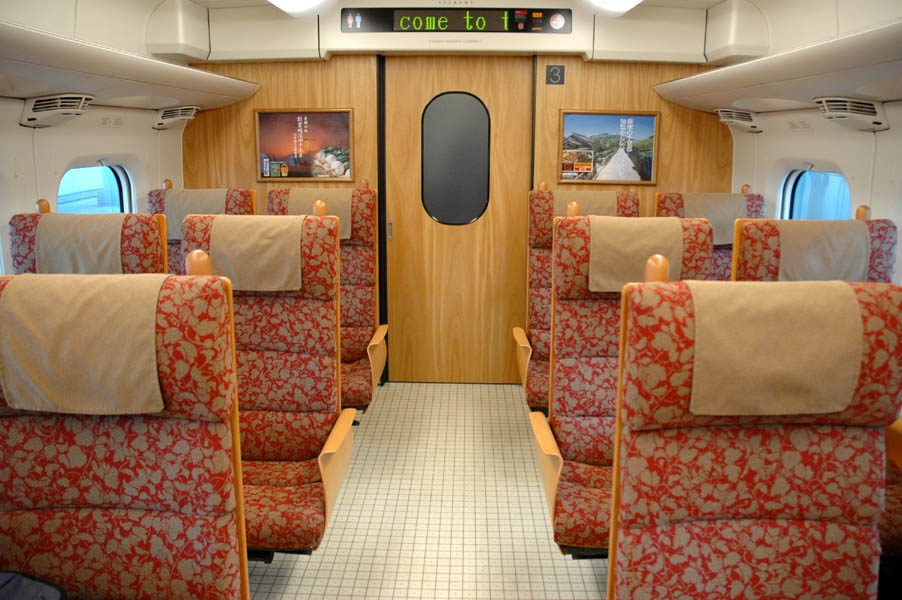
Sinkanszen 800-as sorozat utastere

A Sinkanszen 800-as sorozat egy japán nagysebességű villamos motorvonat. A Kjúsú Sinkanszen vonalon közlekedik.
Összesen 48 járműegység épült alumínium kocsiszekrénnyel, amelyből 6 motorvonatot állítottak össze. A motorvonatok telephelye Kumamoto, üzemeltető: Kyushu Railway Company.